# Espressokanne

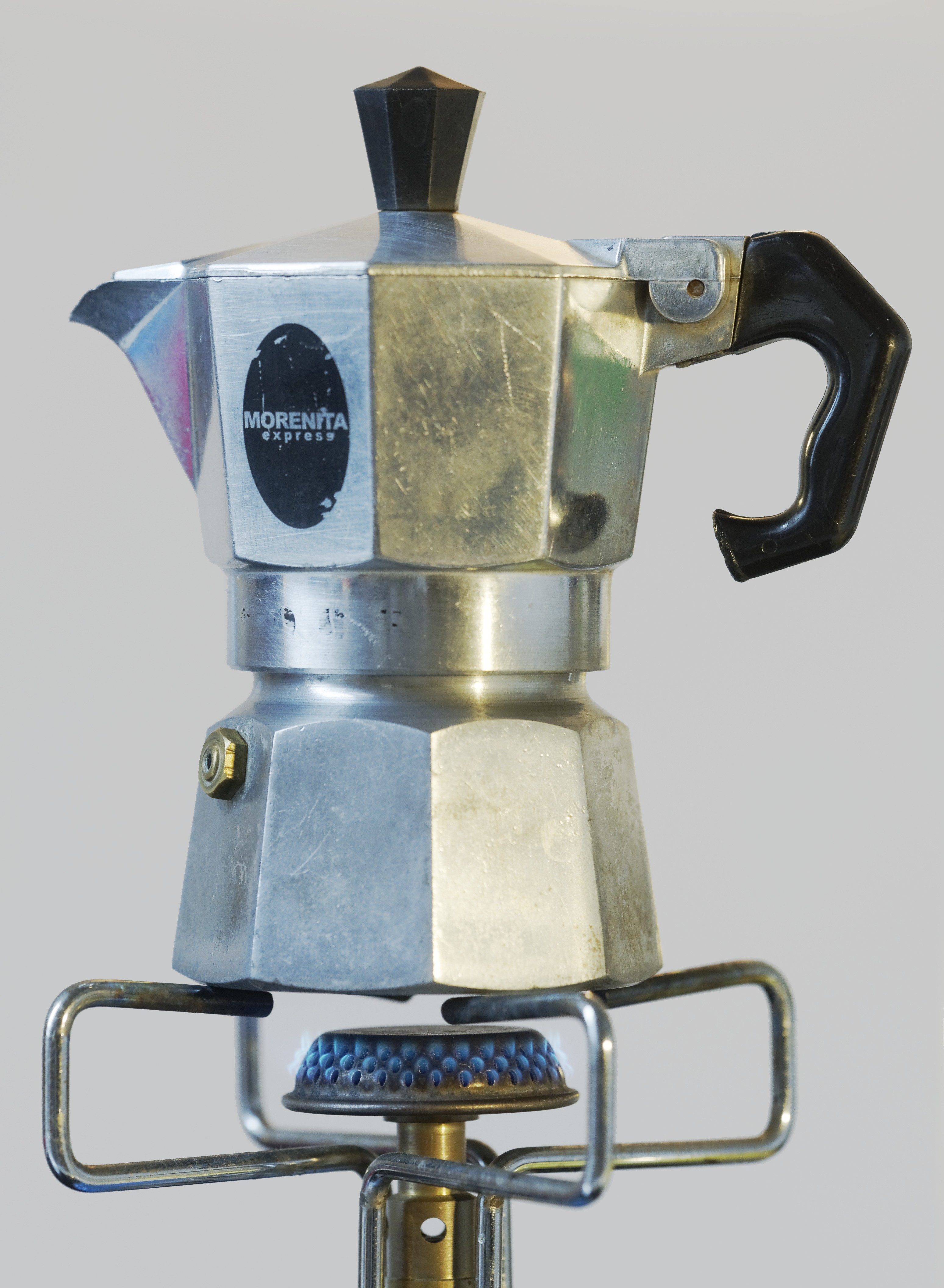
Espressokanne in der Bauform der Moka Express (auf einer Campinggasflamme)

Die Espressokanne, Herdkanne, italienisch Caffettiera oder häufiger Moka, ist ein Gerät zur Zubereitung von Kaffee auf einem Kochherd.
Das achteckige Modell ist die Moka Express, das von Alfonso Bialetti entwickelt und erst nach 1945 gefertigt wurde, alsbald zogen weitere Anbieter aus Italien nach. Diese Kannen sind bis auf die äußere Form weitestgehend baugleich mit den Modellen der Vorkriegszeit, wie sie in Frankreich, Österreich und Ungarn gefertigt wurden. Sie werden in verschiedenen Größen hergestellt, angegeben in der Anzahl der Mokkatassen (25 ml), die mit einer Füllung maximal zubereitet werden können. Heute gibt es Espressokannen auch aus länger haltbarem rostfreiem Stahl („Edelstahl“), der auch andere Designs ermöglicht. Kannen mit ferromagnetischen Einlagen im Boden sind, anders als Aluminiummodelle, auch auf Induktionsherden verwendbar.

## Die Diskussion um den „falschen“ Namen
Der nur im deutschsprachigen Raum verbreitete Begriff Espressokanne ist irreführend, weil mit ihr kein Espresso hergestellt werden kann: Die Kanne erzeugt maximal einen Druck von etwa 1,9 bar, zur Zubereitung eines Espresso wird dagegen ein Brühdruck von etwa 9 bar benötigt, wie er mit Espressomaschinen per Hebel oder elektrischer Pumpe erzeugt wird.
Der Unterschied zwischen einem Espresso und einem mit der Espressokanne zubereiteten Kaffee lässt sich neben dem unterschiedlichen Geschmack daran erkennen, dass sich bei der Zubereitung in der Espressokanne unter anderem wegen des niedrigeren Drucks keine stabile Crema bildet.
In Italien selbst wird das Gerät neben Bialetti oder Moka umgangssprachlich meist schlicht Caffettiera genannt, was einfach nur Kaffeekanne bedeutet und auch für andere Geräte der Kaffeezubereitung verwendet wird. Auch das mit ihm hergestellte Produkt wird einfach als Caffè bezeichnet, genau wie auch der „richtige“ Espresso. Da es in Italien üblich ist, zu Hause den Kaffee mit der Moka-Kanne zuzubereiten, für einen Espresso dagegen in eine Bar zu gehen, ergibt sich die jeweilige Bedeutung von Caffè aus dem Kontext: Zu Hause bedeutet dies den mit der Kanne zubereiteten Kaffee, außer Haus ist dies der Caffè Espresso.
Eine „korrektere“ Bezeichnung (wie sie auch die Italiener benutzen) wäre daher Moka-Kanne (ihr ursprünglicher Name). Das wiederum sorgt für weitere Namensverwirrung, weil häufig als „Mokka“ missverstanden, was weltweit einen anderen Kaffeetyp bezeichnet, nämlich den arabisch, türkisch oder griechisch zubereiteten Mokka.
In Österreich, wo Geräte zur Kaffeezubereitung schon seit Beginn des 20. Jahrhunderts aus Aluminium gefertigt werden, wird die Kanne Mokkamaschine genannt, was zunächst konsequenter erscheint, weil dort auch der Espresso manchmal als Mokka bezeichnet wird.

## Aufbau und Funktion

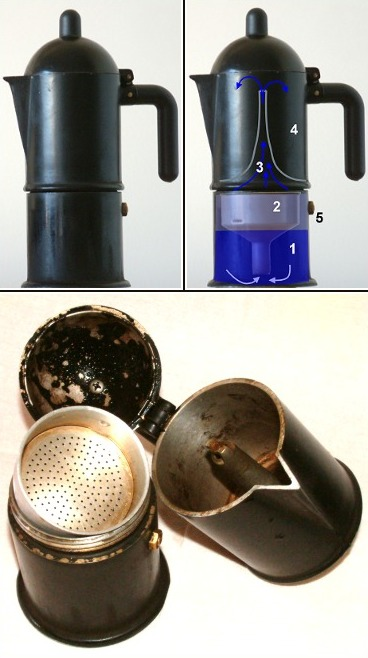
Espressokanne und ihre Einzelteile

Aufbau

Arbeitsweise

Eine Espressokanne besteht aus drei Teilen. Das Kannenunterteil (1/A) oder auch Kessel wird mit Wasser befüllt. In den Trichtereinsatz (2/B) wird das Kaffeepulver gegeben, und das Kannenoberteil (4/C) mit Steigrohr (3) fängt den fertigen Kaffee auf. Beim Erhitzen auf der Kochstelle beginnt das Wasser im Kessel zu verdampfen. Dadurch entsteht ein Überdruck, der das heiße Wasser im Kessel durch das Kaffeepulver im Trichtereinsatz drückt. Der Kaffee fließt dann durch ein Feinsieb an der Unterseite des Kannenoberteils, steigt im Steigrohr auf und läuft von oben in das Kannenoberteil.
Ist die Espressokanne verstopft, entweicht der Wasserdampf durch ein Sicherheitsventil (5) am Kessel. Je nach Länge des Steigrohres und des Bodens des Kannenunterteils kann nach der Zubereitung etwas Restwasser im Kessel verbleiben, das ein sofortiges Überhitzen verhindert. Bei anderen Ausführungen ragt das Steigrohr in eine Vertiefung im Kannenunterteil. Somit verbleibt kaum Restwasser.

### Verwendung
- Zuerst wird die Espressokanne auseinandergeschraubt und der Trichtereinsatz entnommen.
- Nun wird der Kessel mit Wasser befüllt. Die Wassermenge kann nach Belieben variiert werden; das Sicherheitsventil darf allerdings nicht vom Wasser bedeckt sein.
- Der Trichtereinsatz wird wieder eingesetzt und mit Kaffeepulver gefüllt. Das Pulver wird nicht, wie bei Siebträger-Espressomaschinen üblich, mit einem Stampfer komprimiert.

Mit Hilfe eines Reduktionssiebes, das heute vielen Espressokannen beiliegt, kann die halbe Menge Kaffee zubereitet werden.
- Das Kannenoberteil wird wieder fest aufgeschraubt.
- Jetzt wird die Espressokanne auf der Kochstelle platziert und erhitzt. Kannen aus Aluminium werden auf Induktionskochfeldern nicht heiß, da Aluminium nicht ferromagnetisch ist.
- Beginnt das Wasser zu kochen, füllt sich der obere Kannenteil mit Kaffee. Am Ende ist ein deutliches Fauchen zu hören, da sich nun auch Dampf im Steigrohr befindet.
- Nach Genuss des Kaffees und Abkühlung der Kanne werden die Teile wieder auseinandergeschraubt, der Kaffeesatz ausgeschüttet und der Trichtereinsatz ausgespült.

### Der Druck
Der Druck, mit dem das Wasser durch den Kaffeesatz gedrückt wird, hängt von Dichte und Granularität des Kaffeesatzes ab (dieser hat eine zusätzliche Filterfunktion). Das Sicherheitsventil (5) im Kannenunterteil (1) limitiert den Maximaldruck auf 1,5–3 bar. Bei extrem feinem und stark komprimiertem Mahlgut kann sich im unteren Kessel ein Druck aufbauen, der so hoch ist, dass das Ventil anspricht und den Dampf in die Umgebungsluft entweichen lässt. Entweicht hingegen Wasser über den Schraubverschluss der beiden Kannenhälften, wurde die Kanne nicht fest genug zugeschraubt oder der Dichtungsring ist defekt.

### Die Wärmezufuhr
Je höher die Temperatur, entsprechend höher der Dampfdruck, desto schneller wird das Wasser durch den Kaffee gedrückt, da mit höherer Leistungszufuhr die Temperaturkurve steiler wird (Isochore Wärmezufuhr). Auf die Wassertemperatur, mit der der Kaffee extrahiert wird, hat eine erhöhte Leistungszufuhr einen geringeren Einfluss, da die daraus resultierende Druckerhöhung den Siedepunkt nur geringfügig ändert.
Die Wasserdurchtrittsgeschwindigkeit durch das Kaffeepulver bestimmt die Extraktionszeit und hat daher entscheidenden Einfluss auf die Lösung der Aroma- und Gerbstoffe. Die Kaffeegranularität ist folglich der gewünschten Wasserdurchtrittsgeschwindigkeit anzupassen und umgekehrt (vgl. Filterkaffee): Fließt das Wasser zu schnell durch den Trichtereinsatz, war das Kaffeepulver unter Umständen zu grob oder der Trichtereinsatz unzureichend gefüllt und der Kaffee entwickelt zu wenig Aroma. Zu fein gemahlenes Kaffeepulver oder im Trichtereinsatz zu stark komprimiertes Pulver führt dagegen zu bitterem oder verbrannt schmeckendem Kaffee.

## Zur Crema
Mit der klassischen Espressokanne kann keine oder nur eine leicht flüchtige Crema erzeugt werden.
Es gibt jedoch Weiterentwicklungen, die ein Druckventil am oberen Ende des Steigrohres besitzen. Dieses Druckventil wird auch Cremator oder Cremaventil genannt und hält das Wasser im Kessel zurück, bis ein bestimmter Druck erreicht ist. Erst bei diesem Druck wird der Kaffee durch den Cremator gedrückt, wodurch der Espresso eine beständigere Crema erhält.

## Argumente gegen die Aluminiumkanne
Unter Toxikologen und Trophologen besteht Uneinigkeit, inwieweit die klassischen Aluminiumkannen Rückstände im Getränk hinterlassen, was ungesund wäre und den Geschmack negativ beeinflussen kann. Eine schlechte Behandlung der Aluminiumoberfläche kann tatsächlich zu solchen Rückständen führen, denn Kratzer, Salz und Lauge greifen das Aluminium an, woraufhin sich sogar am Geschirrhandtuch Rückstände nachweisen lassen. Fraglich ist, inwieweit solche etwaigen Rückstände die tägliche Aluminiumaufnahme durch Nahrung, Medikamente etc. signifikant erhöhen. Die stark alkalische Lauge im Geschirrspüler lässt (unlackiertes) Aluminium schwarz anlaufen, und Aluminiumteile im Geschirrspüler führen zu mangelhaftem Spülergebnis bei allen anderen Spülgegenständen derselben Ladung. Laut einer Untersuchung des Bundesinstituts für Risikobewertung sollte in Aluminiumkannen vor dem erstmaligen Trinkgenuss zumindest dreimal Wasser oder besser Kaffee aufgekocht und weggeschüttet werden. Nach diesem Prozess sind die gemessenen Werte von herausgelöstem Aluminium deutlich unter dem Grenzwert von 5 mg/kg, weshalb Aluminiumkannen bei richtiger Behandlung als unbedenklich bezeichnet werden können. Auch sollte das Waschen im Geschirrspüler vermieden werden, da danach erhöhte Aluminiumwerte nachgewiesen wurden (wenn auch weiterhin unter dem Grenzwert). Traditionell werden die Kanne und ihre Teile mit Wasser ohne Zusätze abgespült. So kommt sie nicht mit Laugen in Berührung und setzt ihre typische Patina an. Heute ebenfalls erhältliche Espressokannen aus rostfreiem Stahl sind von der Problematik von herausgelöstem Aluminium nicht betroffen.
Für Induktionskochfelder ist jedes Kochgeschirr mit Aluminiumboden ungeeignet. Alternativ sind Kannen aus Edelstahl oder mit Doppelboden erhältlich, die als für Induktion geeignet gekennzeichnet sind. Vereinzelt finden sich auch elektrische Kannen, ähnlich einem Wasserkocher, die ein integriertes Heizelement besitzen.

## Argumente für die Aluminiumkanne
Das Hauptargument für eine Espressokanne aus Aluminium liegt in der Wärmeführung. Der Werkstoff Aluminium gehört mit λ ~ 2,4 W / (cm K) und κ ~ 1 cm² / s zu den besten Wärme- und Temperaturleitern. Edelstahl weist nur etwa ein Zwanzigstel dieser Leitfähigkeiten auf. Zudem ist die Aluminiumkanne (festigkeitsbedingt) dickwandig, die Wandungen von Kannen aus Edelstahl dagegen dünn. Beim Aufheizen wird deshalb eine Kanne aus Aluminium schnell und gleichmäßig erwärmt. Das gilt auch für das Kannenoberteil. Der Dampfdruck treibt also das siedende Wasser durch das Kaffeepulver hindurch in das schon auf etwa Siedetemperatur erwärmte Kannenoberteil. Der Kaffee ist somit heiß.
Eine Kanne aus Aluminium enthält gewöhnlich kein Nickel. In Edelstahl ist Nickel dagegen ein wesentlicher Bestandteil. Das könnte für Allergiker ein Gesichtspunkt bei der Auswahl des Typs einer Espressokanne sein, denn Nickel ist die Ursache der häufigsten Kontaktallergie. Zwei von zehn Menschen reagieren allergisch auf das Metall.

## Kurioses und Trivia
- Als Vorläufer gilt eine 1819 von einem französischen Zinnschmied mit dem Namen Morize entwickelte Vorrichtung zur Kaffeeherstellung, die unter dem Namen Caffettiera Napoletana bis in die zweite Hälfte des 20. Jahrhunderts vor allem im Süden Italiens sehr verbreitet war.
- Renato Bialetti, Alfonso Bialettis Sohn, der dessen Erfindung nach dem Zweiten Weltkrieg offensiv vermarktete und so weltweite Bekanntheit erlangte, wurde in einer als Urne verwendeten übergroßen Espresso-Kanne beigesetzt.

## Galerie

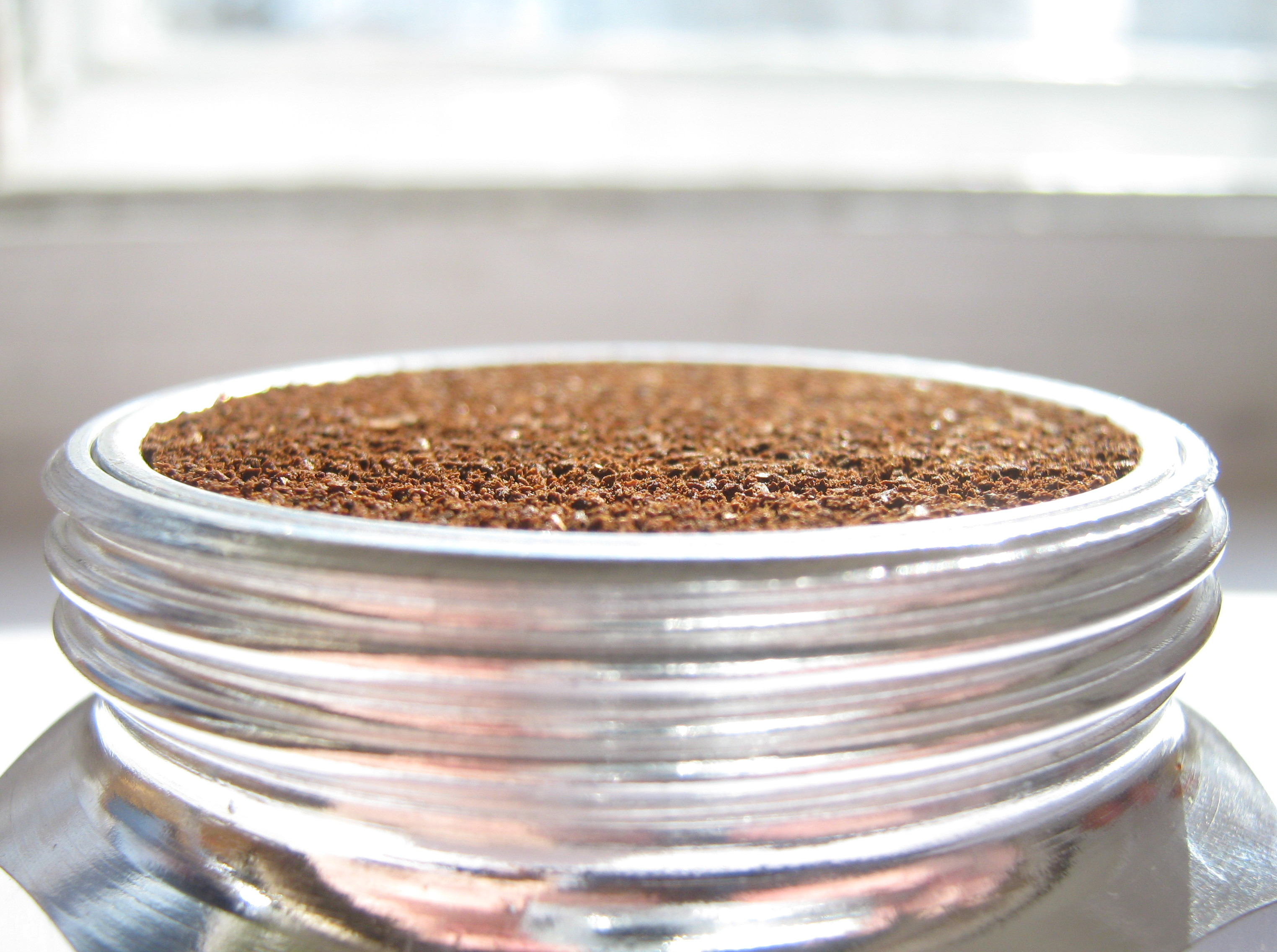
Komplett gefüllter Trichtereinsatz
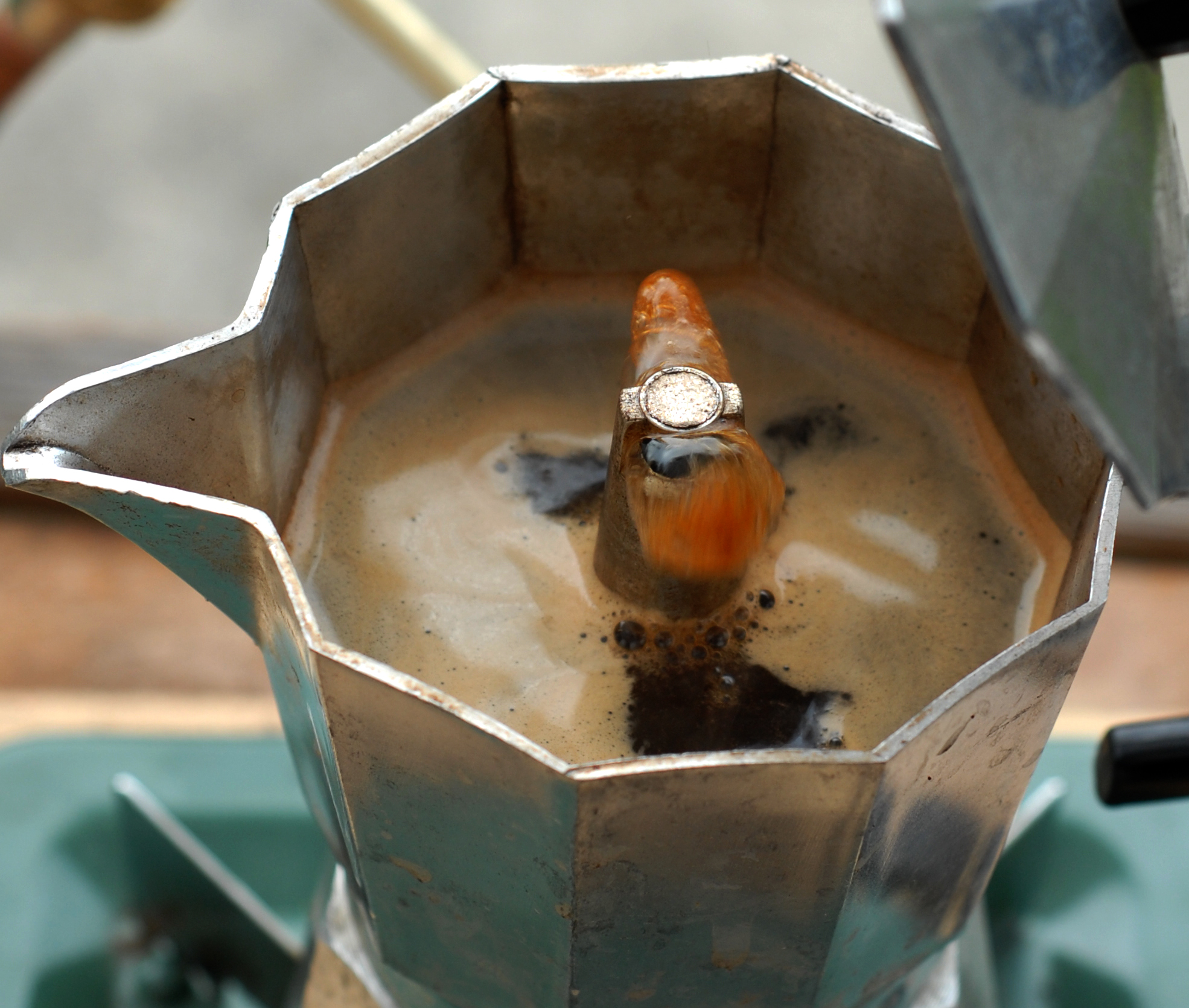
Gefüllter oberer Kannenteil
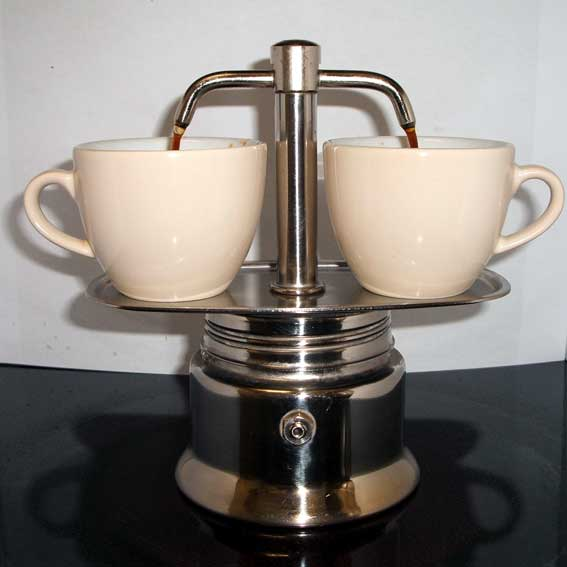
Halboffene Version der Espressokanne: Der Kaffee fließt direkt in die Tassen.
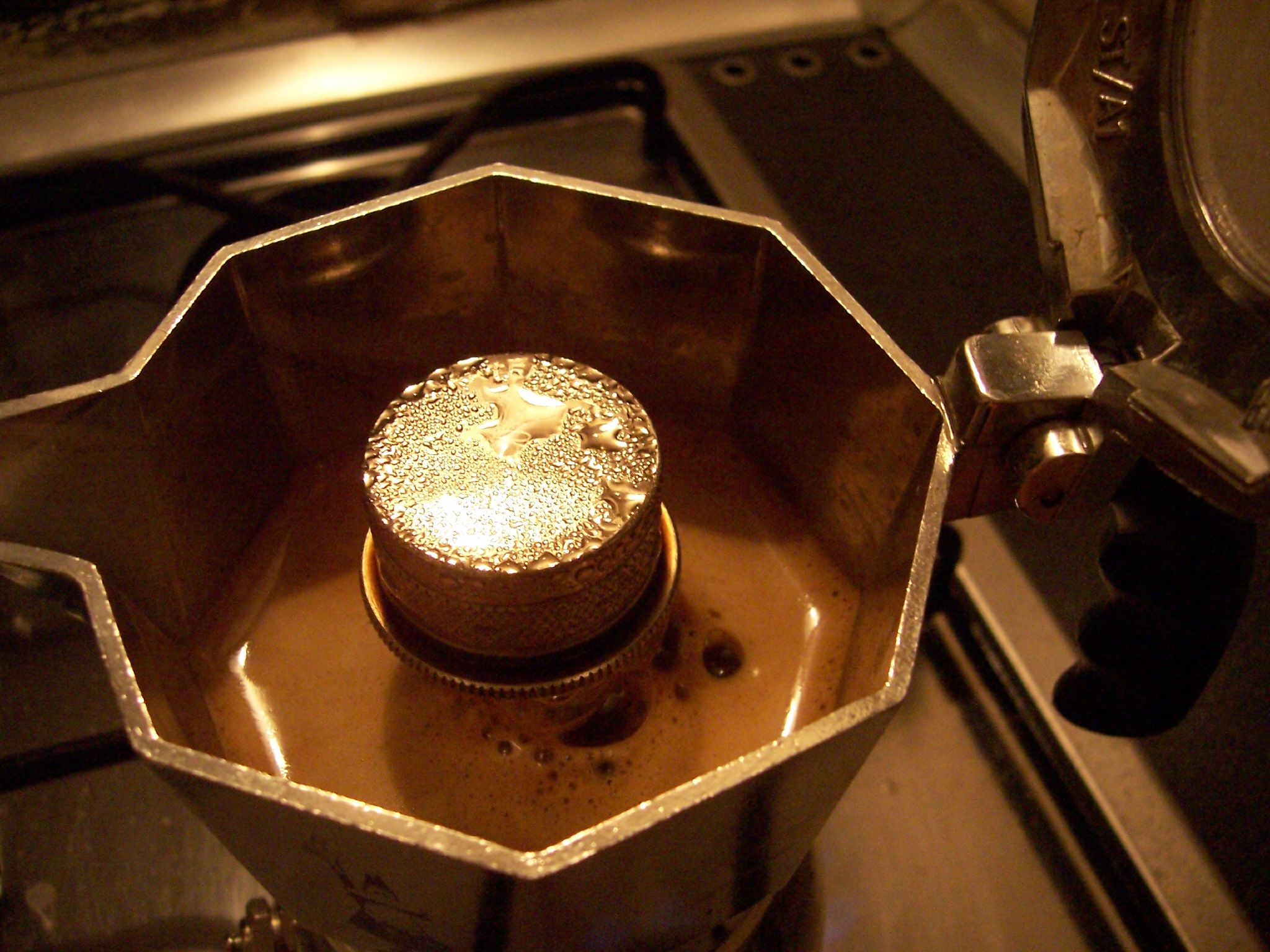
Espressokanne mit aufgesetztem Cremator zur Verbesserung der Crema (Bialetti Brikka).
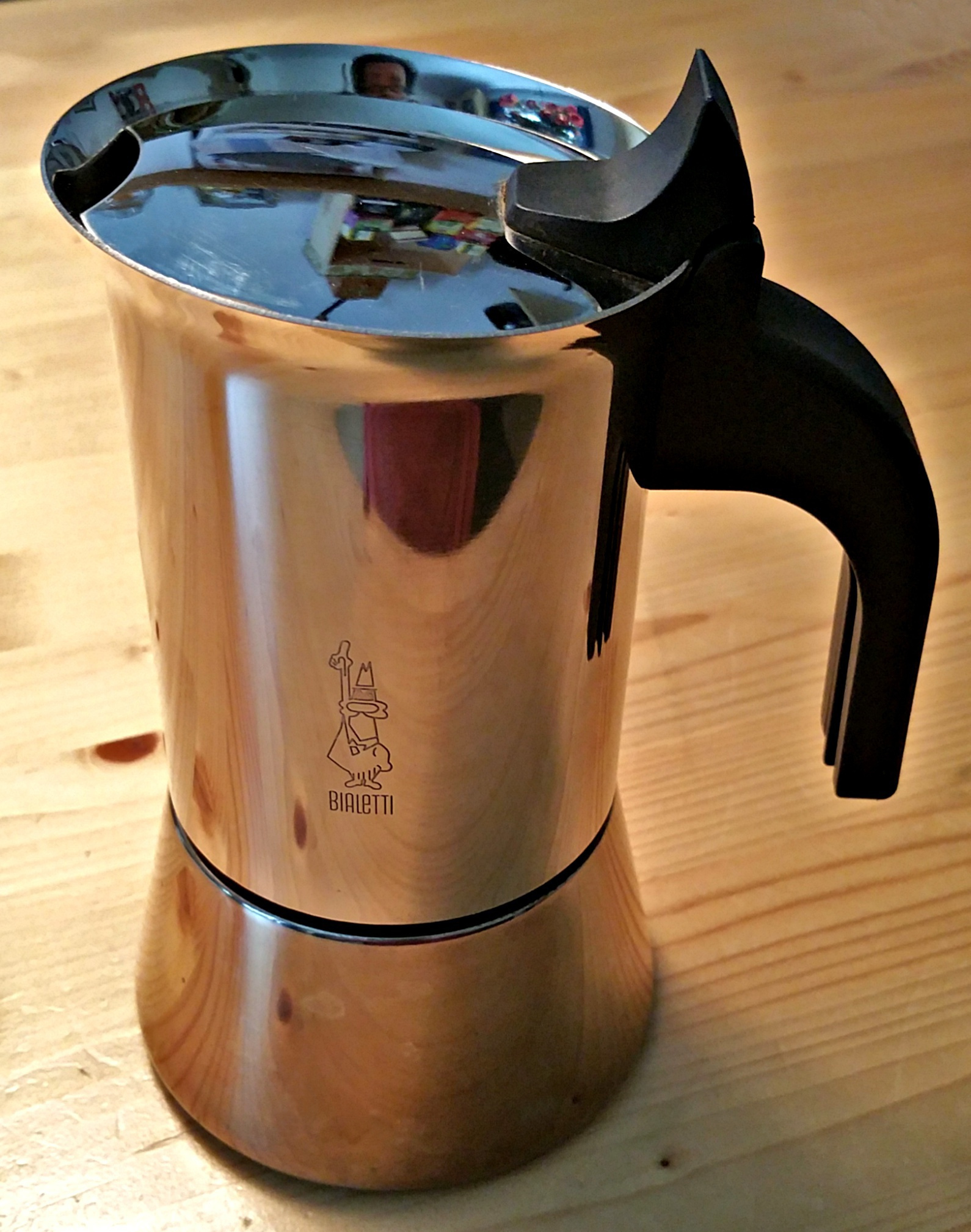
Espressokanne aus rostfreiem Stahl
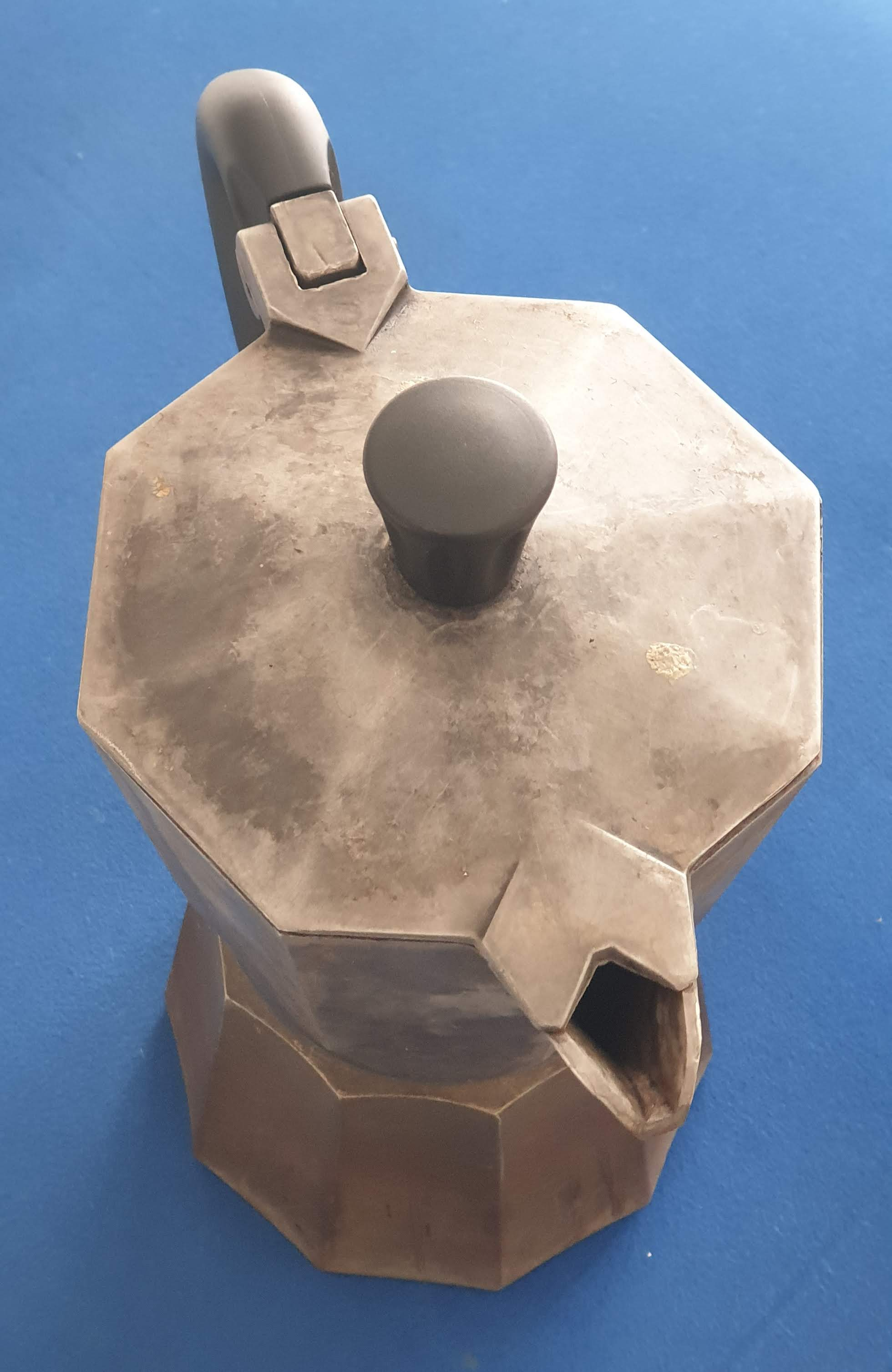